# Красний Яр (Кугарчинський район)
Кра́сний Яр (рос. Красный Яр, башк. Ҡыҙылъяр) — присілок у складі Кугарчинського району Башкортостану, Росія. Входить до складу Кугарчинської сільської ради.
Населення — 26 осіб (2010; 56 в 2002).
Національний склад:
- чуваші — 89%